# وليام جيمس سيديس
وليام جيمس سيديس (بالإنجليزية: William James Sidis)‏ (1 أبريل 1898 - 17 يوليو 1944) هو عالم رياضيات ويعتبر أذكى شخص في تاريخ البشرية. من مواليد مدينة نيويورك قام بصغره بالتكلم بأحد عشر لغة. دخل جامعة هارفارد وعمره 11 سنة وتخرج منها بعمر 16. وقد قام بتأليف 4 أعمال في الرياضيات وحده.

## نشأته
ولد «وليام جيمس سيديس» في 1 أبريل عام 1898 بأمريكا، كان والده «بوريس سيديس» أستاذ علم نفس بجامعة هارفارد، ووالدته «سارة مندلبوم سيديس» كانت حاصلة على دكتوراه من كلية الطب عام 1897.
وقد كان لدى والده «بوريس سيديس» نظرية أن التعليم في المدارس يقلل من قدارت الأطفال، وإذا تُرك الطفل بدون تعليم سيصبح أذكى من المتعلمين.

## دراسته ودليل ذكائه
ويعتبر وليام الشخص الوحيد الذي حصل على معدل عالي في اختبار الذكاء يفوق كل التوقعات فقد حصل على 270 إلى 300 نقطة، وقد بدأ تعلم الحروف الأبجدية في عمر 6 أشهر وحين بلغ عمره سنة ونصف أصبح يقرأ صحيفة «نيويورك تايمز»، وتعلم اللاتينية قبل أن يتجاوز ثلاث سنوات، وفي السابعة من عمره أتقن التحدث بثماني لغات بطلاقة وهم «الفرنسية، اللاتينية، اليونانية، العبرية، الروسية، الإنجليزية، التركية، الألمانية».
أنهى تعليمه الابتدائي في الثامنة من عمره، وتقدم بطلب الالتحاق بجامعة «هارفارد» وأجتاز جميع اختبارات الالتحاق بالجامعة، ولكن رغم ذلك رفضت الجامعة طلبه بحجة أنه صغير السن، وفي الحادية عشر من عمره أعاد محاولات الالتحاق بجامعة «هارفارد» ونجح في ذلك ليصبح بذلك أصغر طالب يلتحق بالجامعة، وتخرج منها وعمره 16 عاما مع مرتبة الشرف في عام 1914 ليصبح أصغر بروفيسور في التاريخ.

## عمله وحياته
وبجانب دراسته كان يلقي محاضرات في جامعة هارفارد، حول الأجسام رباعية الأبعاد، وله 4 مؤلفات في الرياضيات، وقام بتطوير نظريات عدة في علم "اللوغاريتم"، وقدم مقالات عديدة في علم التشريح، مما جعله يتصدر عناوين الأخبار وعلى رأسها «النيويورك تايمز»، وفي عمر 24 عاماً أتقن التحدث بأكثر من 40 لغة.

## العقبات
ولكن رغم شهرته وذكاءه الخارق، لم يلقى التقدير الكافي الذي يستحقه، واعتبره الناس شخصاً شاذاً يتظاهر بالذكاء للفت الأنظار إليه، وتعرض لانهيار عصبي أثناء دراسته في الجامعة، وفي العشرينات من عمره استقال من منصبه كبروفيسور بجامعة «رايس» بسبب الضغط النفسي، وقيل أنه لم يتحمل ضغط الإعلام عليه، وانسحب من أي مهنة تحتاج إلى مجهود ذهني عالي.

## بعده عن العلم والشهرة
وفي سنة 1924 وجده أحد المراسلين يعمل ككاتب صغير، وقال أن كل ما يتمناه هو أن يقوم بعمل لا يشكل عبئاً عليهِ، وبعيداً عن أضواء الإعلام، وكان عمره وقتها 26 عاماً، وقضي بقية حياته كشخص عادي بعيد عن العلم والرياضيات، وتوفي عام 1944 عن عمر يناهز 46 عاماً، نتيجة إصابة بنزيف في المخ.

## وصلات خارجية
وليام جيمس سيديس على شبكة الطريق.